# Nadar
Nadar (eredeti nevén Gaspard-Félix Tournachon) (Párizs, 1820. április 6. – Párizs, 1910. március 21.), francia fotográfus, karikaturista, újságíró, író és léghajós, a fotográfia egyik klasszikusa.

## Életpályája
24 évesen került Párizsba. Érdekelte minden technikai újdonság.
Festészetet tanult, majd újságokba kezdett írni és N. álnéven karikatúrákat rajzolt. Novellákat és humoros karcolatokat is írt. Fényképezéssel is foglalkozott, az akkoriban korszerűnek számító nedves-kollódiumos eljárással kísérletezett. Műtermében olyan híres emberek fordultak meg, mint Delacroix, Dumas, Baudelaire és Jules Verne. Elsőként kísérletezett villanyvilágítással. 1849-ben megalapította a Revue comique-ot. 1854-ben Panthéon Nadar címen hetilapot indított, híres személyekről készített karikatúrái élénk érdeklődést keltettek. Később már fényképeket adott ki Kortársaim képtára, avagy Nadar Pantheonja című albumában.
Behatóan foglalkozott a léghajózás problémáival is, hitt abban, hogy igazi repülőgépeket lehet építeni, támogatta a levegőnél nehezebb elméletet. A légcsavart nevezte a jövő léghajói hajtóeszközének. Egy általa épített hatalmas léghajóval számos utat tett meg. 1858-ban már léghajóról is fényképezett. Léghajójáról 1859-ben Solferinónál felvételeket készített az ellenséges hadállásokról. 1862-ben ívfényben készített felvételeket a Párizs alatti csatornákról és katakombákról. Nadar finanszírozta a Le Géant (Az óriás) léggömb építését, amely alig hat hét alatt készült el. Ezzel kereskedelmileg használható városnéző járatokat akart szervezni, a  Le Géant 1863. október 4-én szállt fel. 1876 és 1890 között sorozatban készített arcképei Kortársi Galéria című kötetében jelentek meg. Az 1870-es porosz–francia háborúban a Párizs elleni ostrom idején egy léghajós-osztag parancsnoka volt.
Nadar felfedezései, kísérletei és írásai, beszámolói nagy benyomást tettek az őt személyesen is ismerő Jules Vernére. Nadar hatása több híres regényében kimutatható, mint pl. Öt hét léghajón, vagy a Hódító Robur ill. a A Világ ura c. regényeken. Egyik híres művében, az Utazás a Holdba címűben, jelentős mellékszereplőként szerepelteti is őt Verne, mégpedig a könnyen "megfejthető" Michel Ardan anagrama-szerű név alatt. (Mindennek külön érdekessége, hogy részletes külső és belső leírást is kapunk így Nadarról, mégpedig Verne tollából!) A Bombarnac Klaudius megírására Vernét barátja képei és történetei inspirálták.

## Illusztrációk

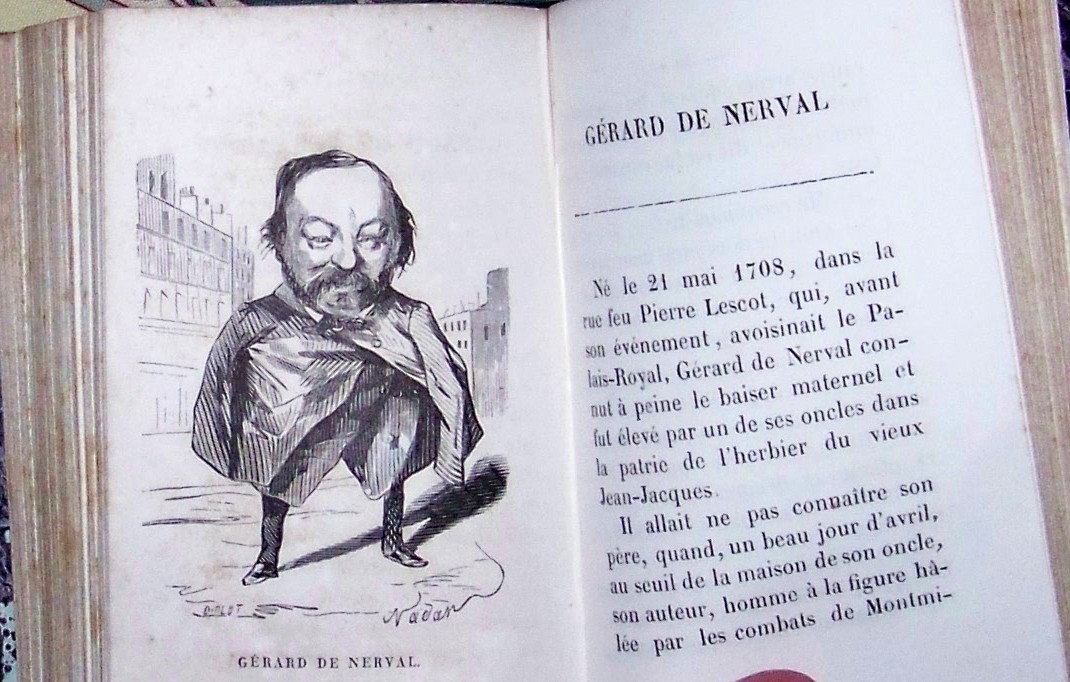
Gérard de Nerval
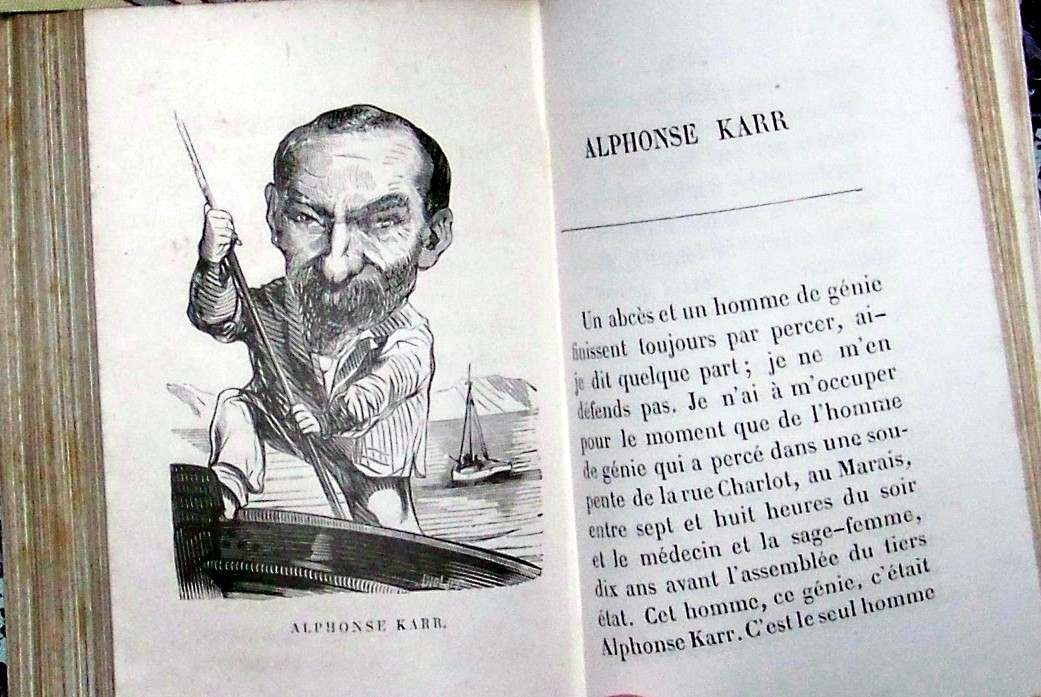
Alphonse Karr
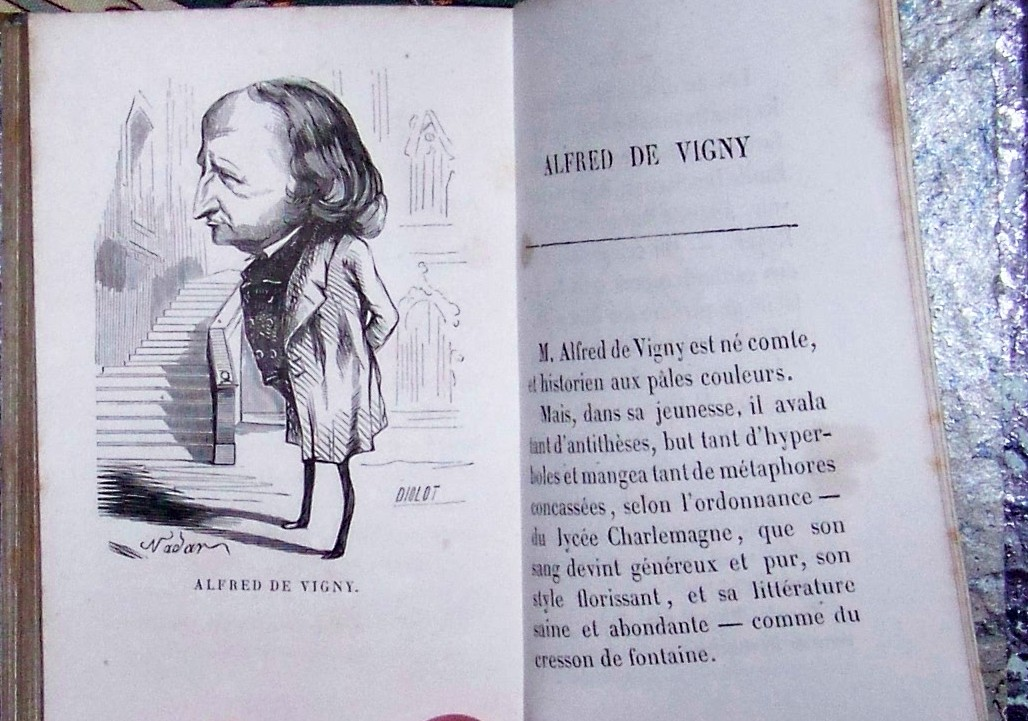
Alfred de Vigny

## Képgaléria

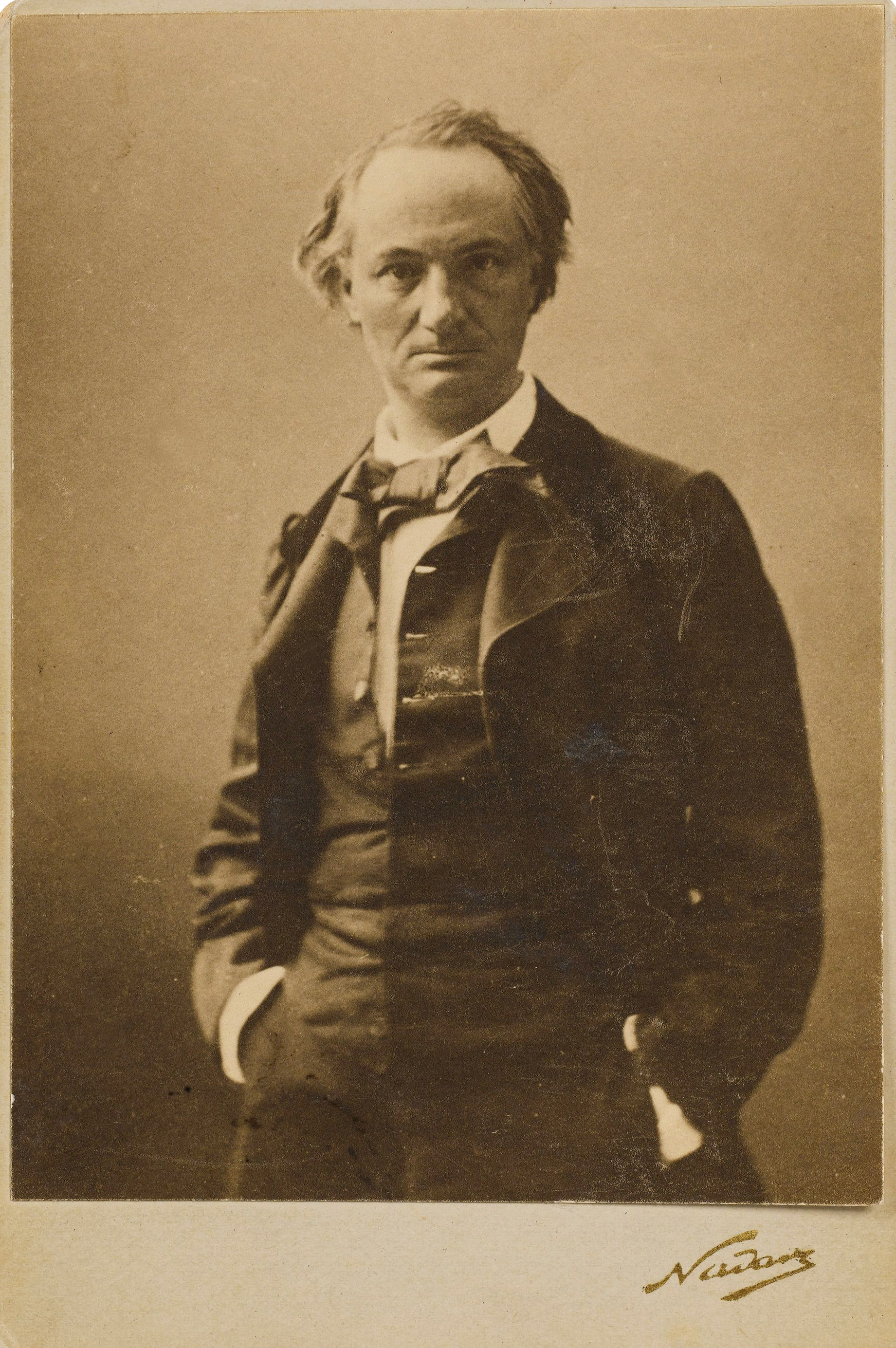
Charles Baudelaire
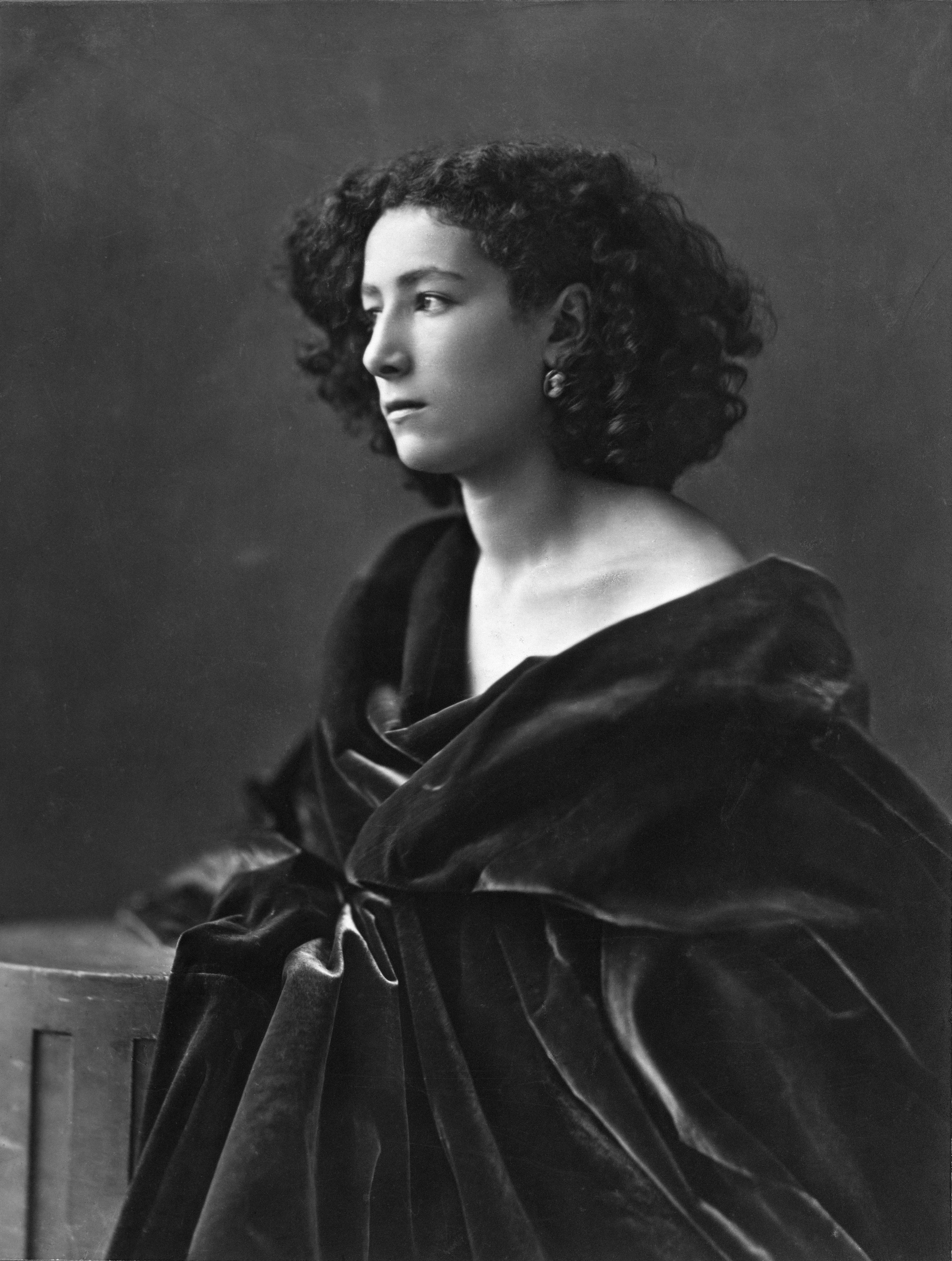
Sarah Bernhardt
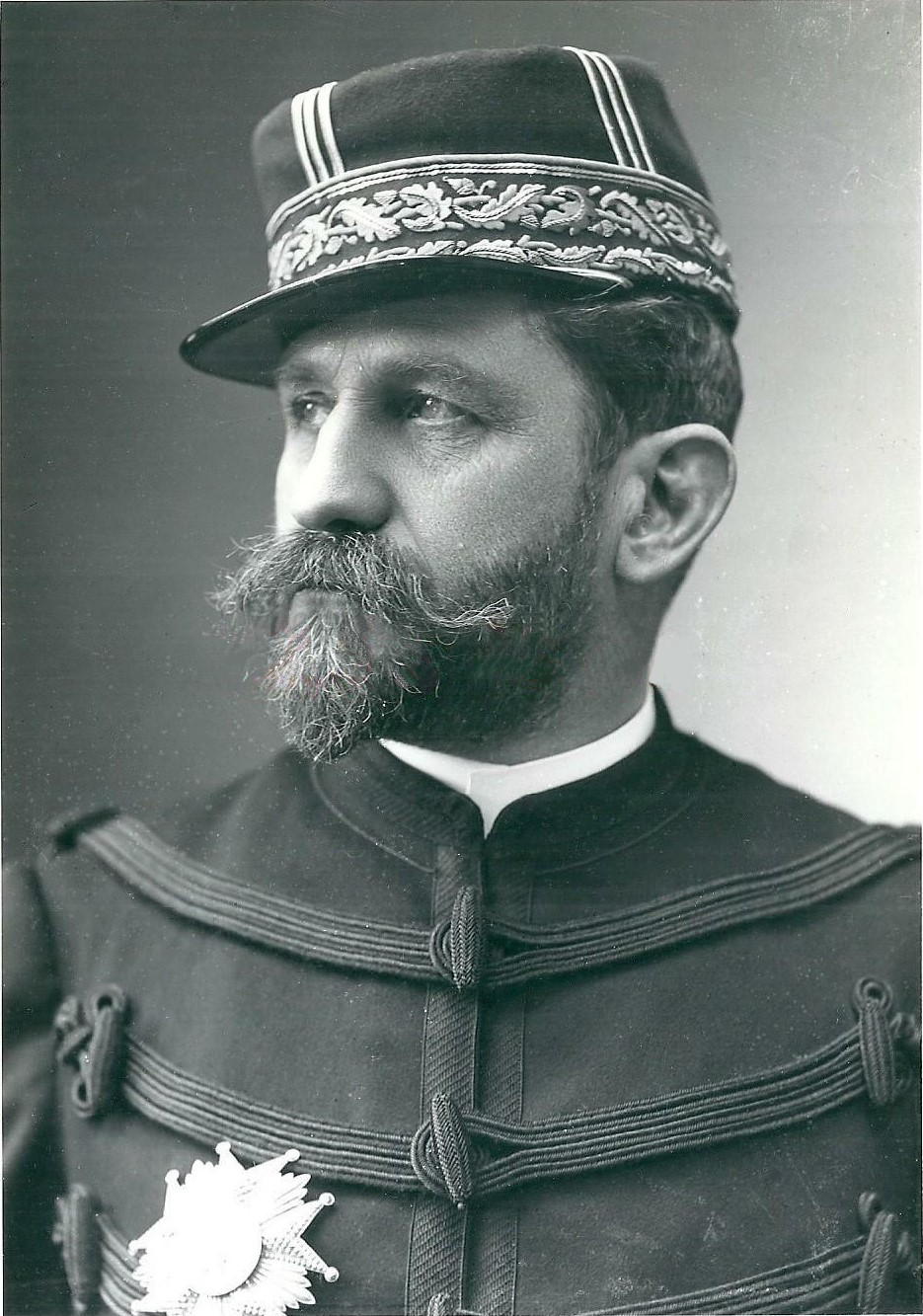
Georges Boulanger
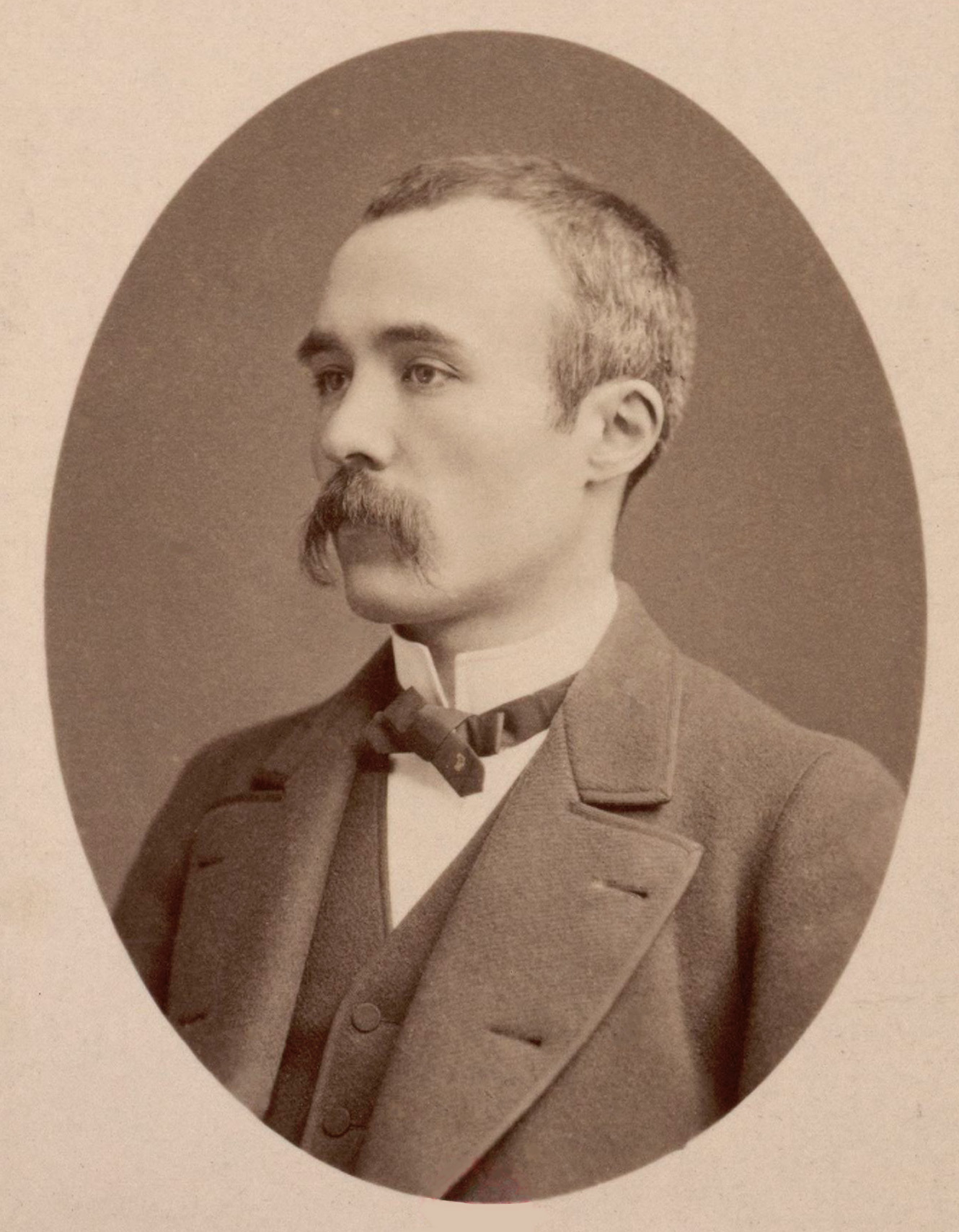
Georges Clemenceau
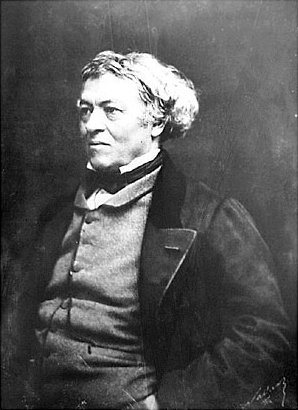
Jean-Baptiste Camille Corot
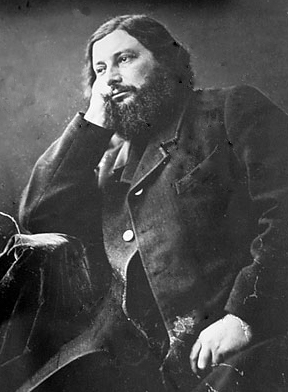
Gustave Courbet
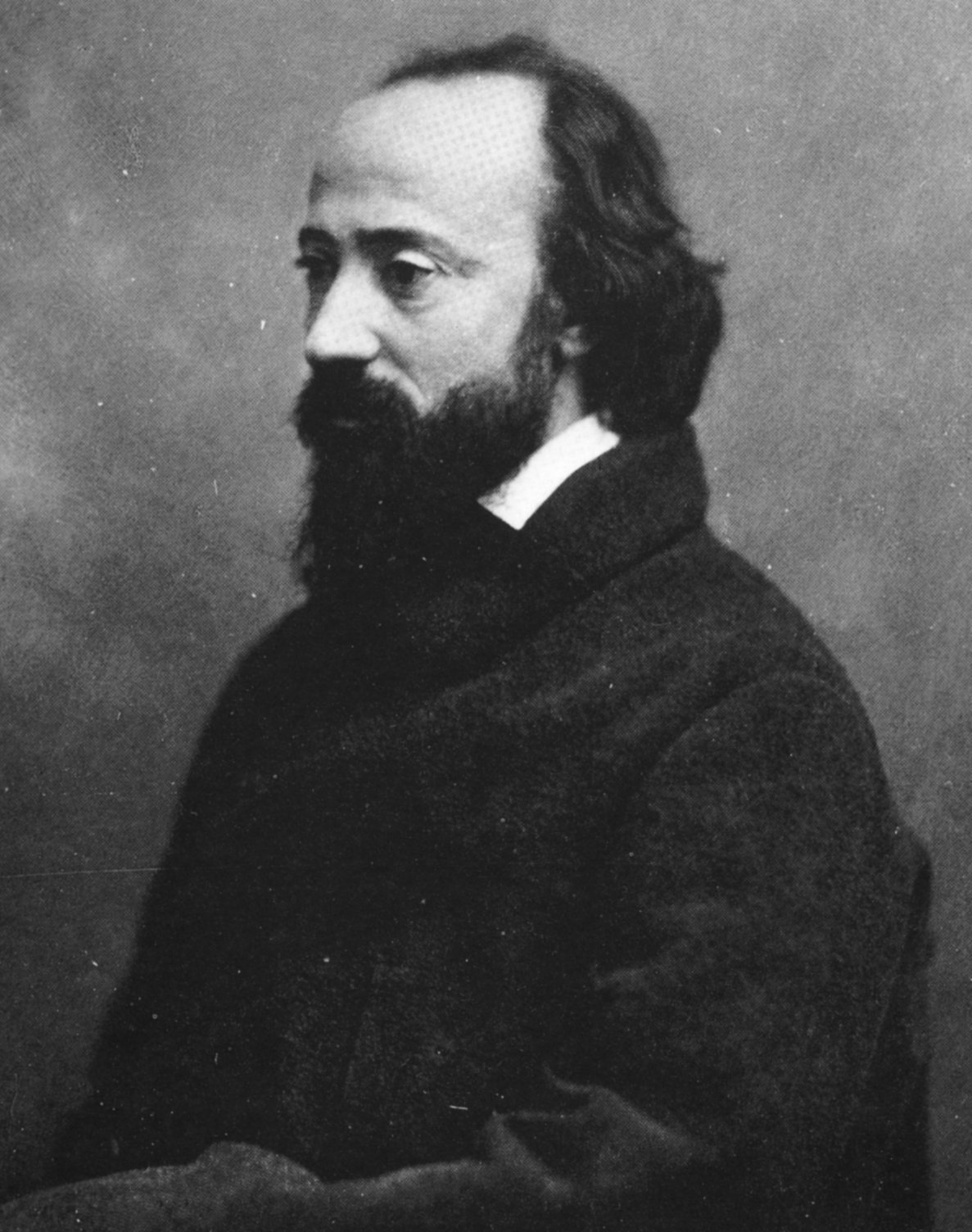
Charles-François Daubigny
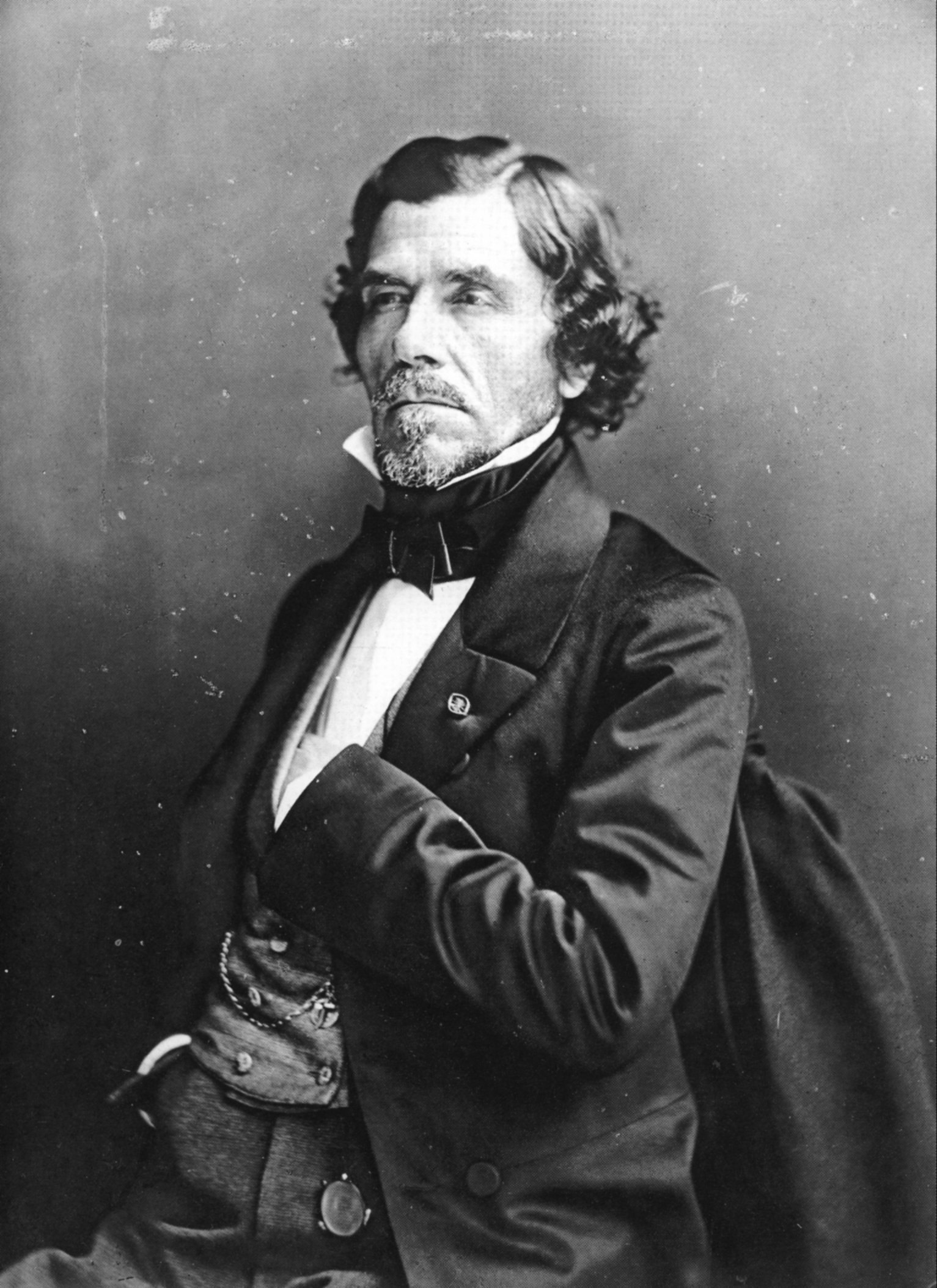
Eugène Delacroix
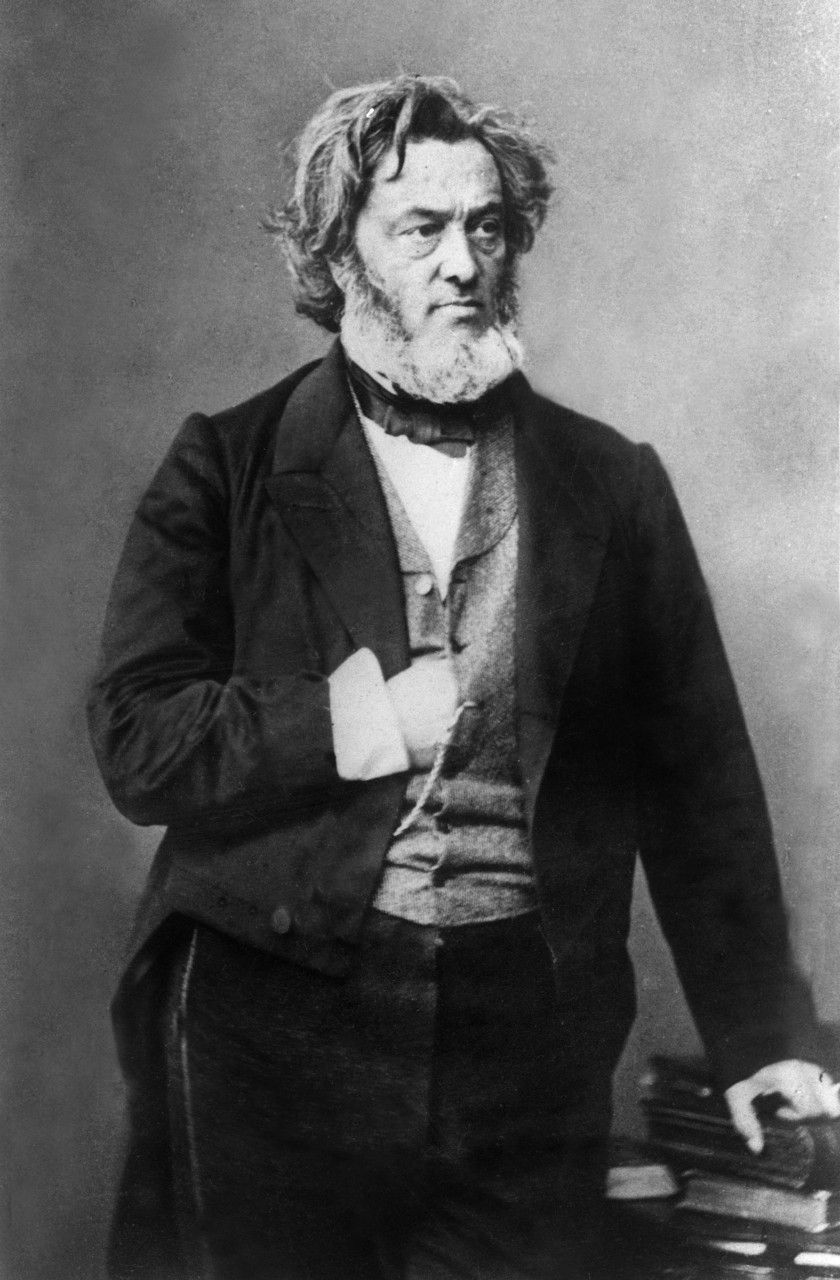
Jules Favre (1865)
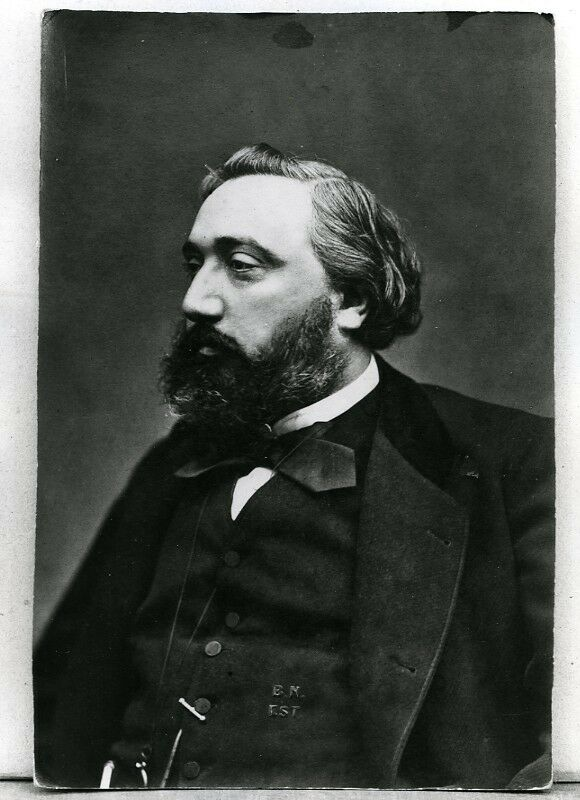
Léon Gambetta (1870)
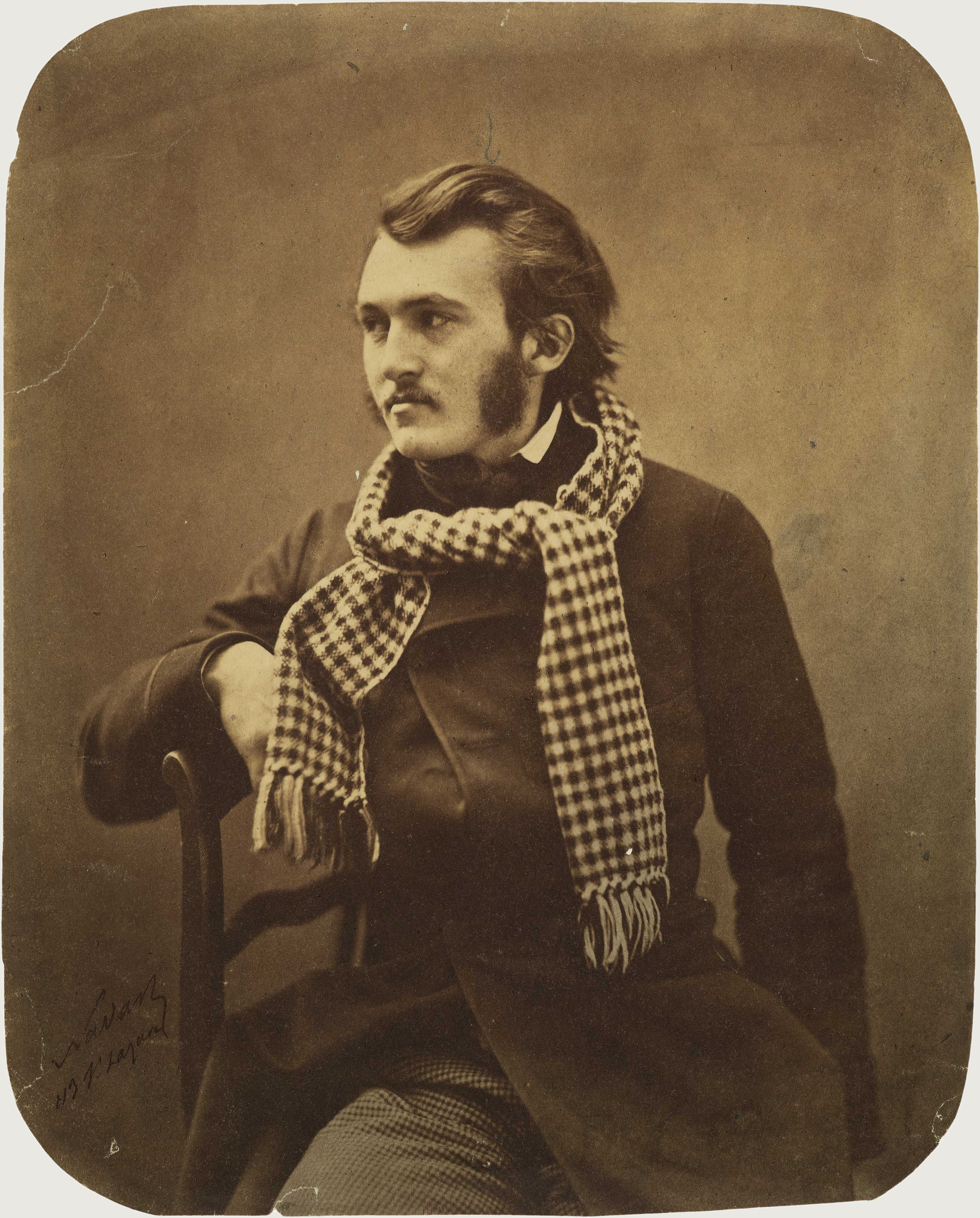
Gustave Doré (1859)
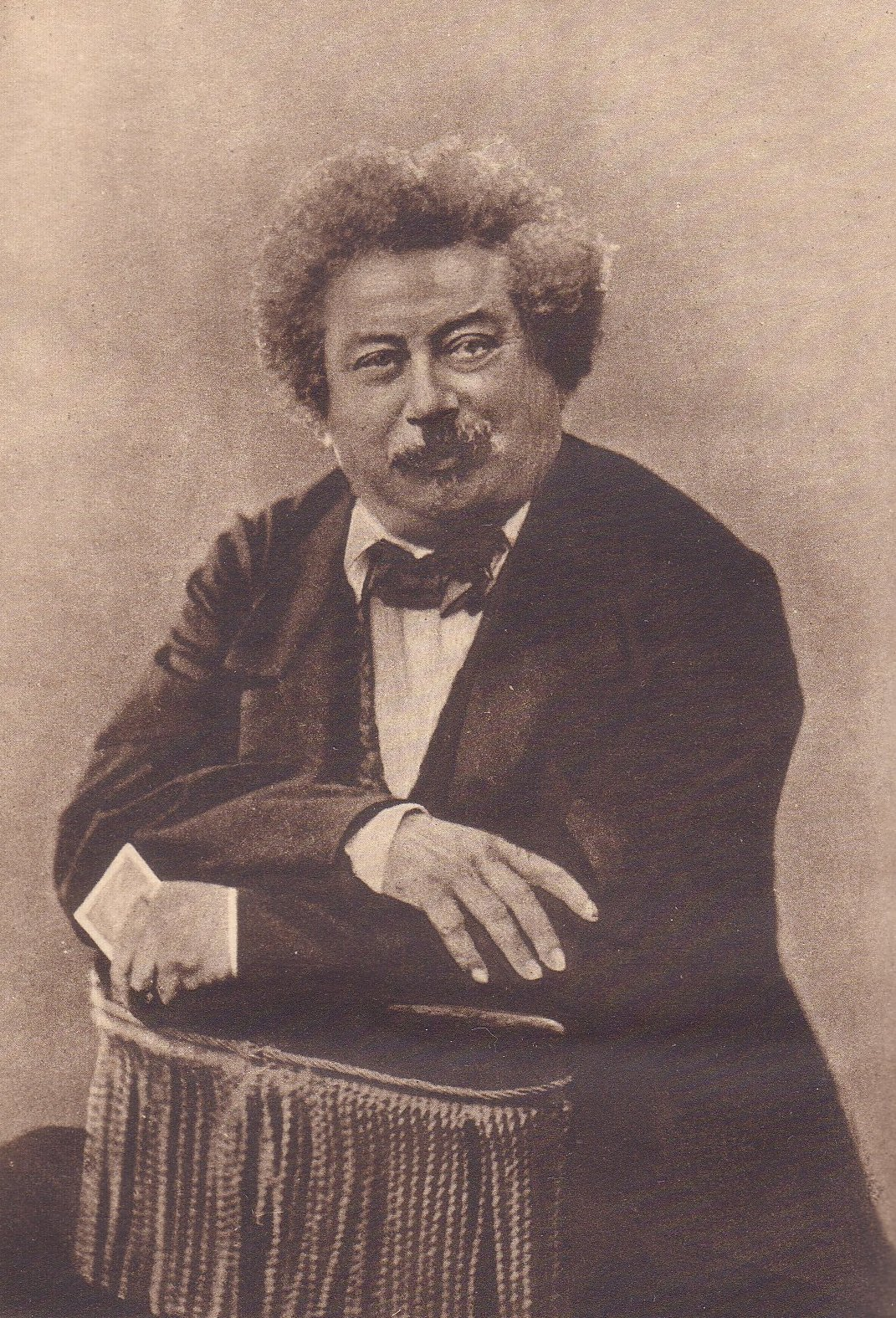
id. Alexandre Dumas
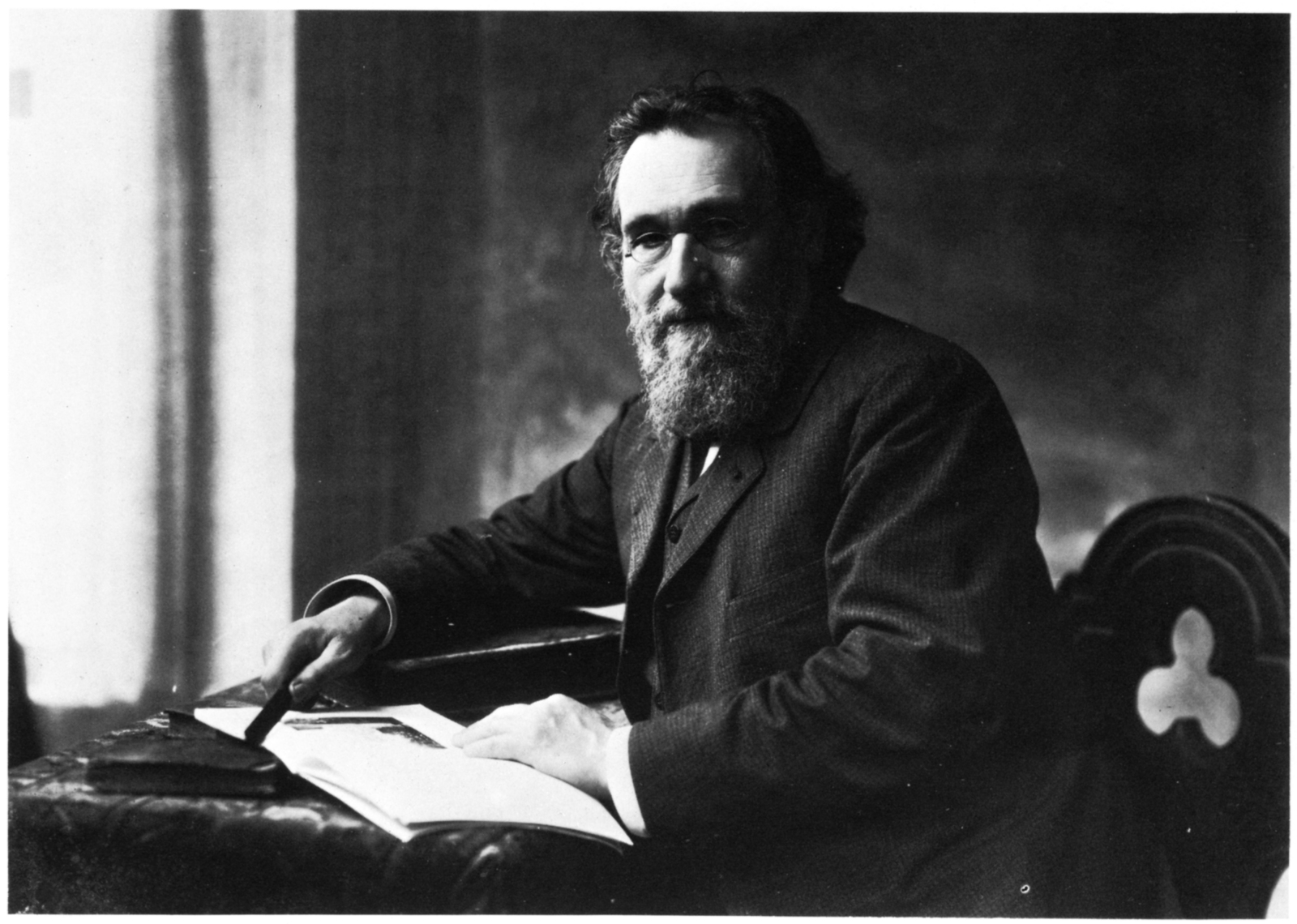
Ilja Iljics Mecsnyikov
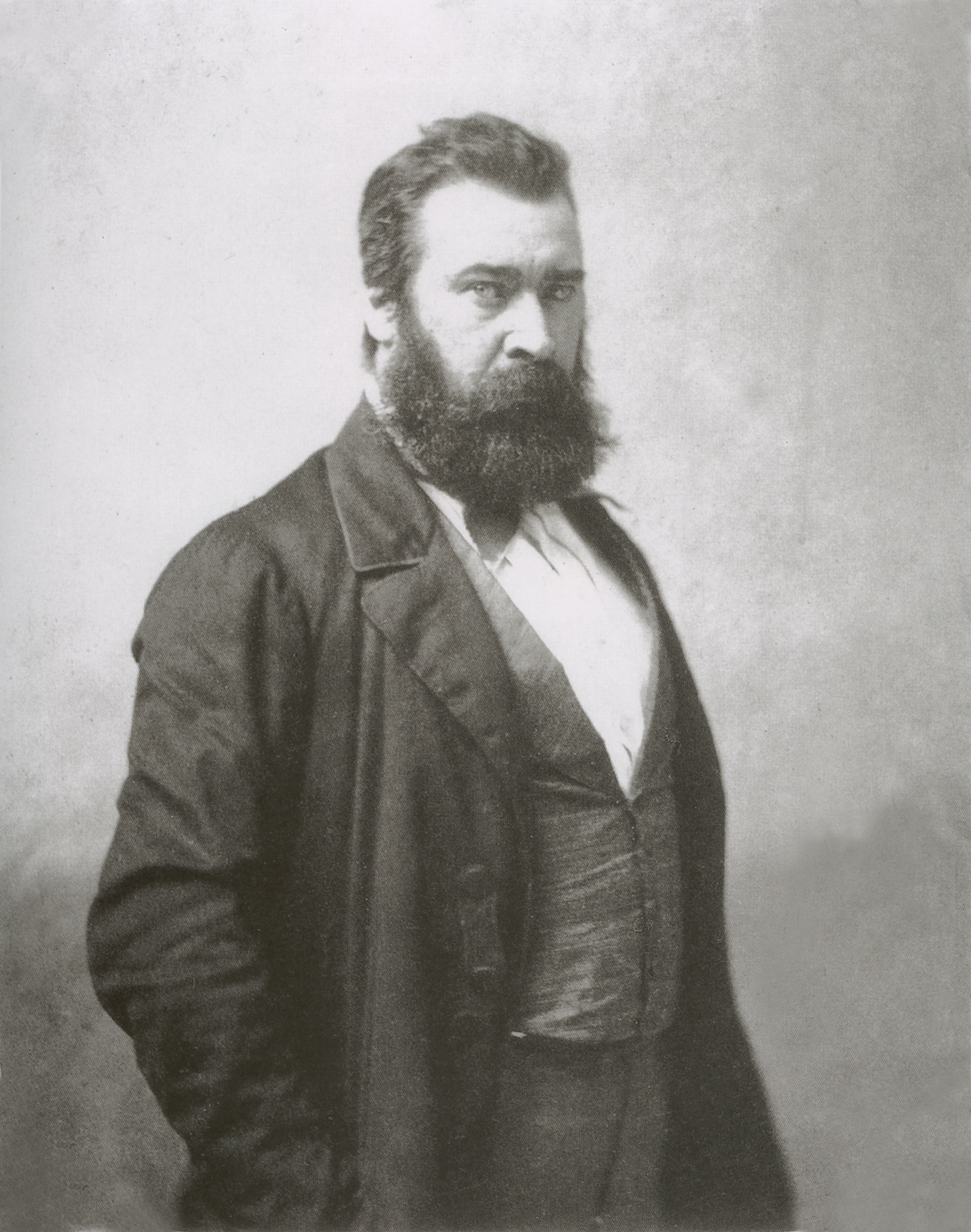
Jean-François Millet
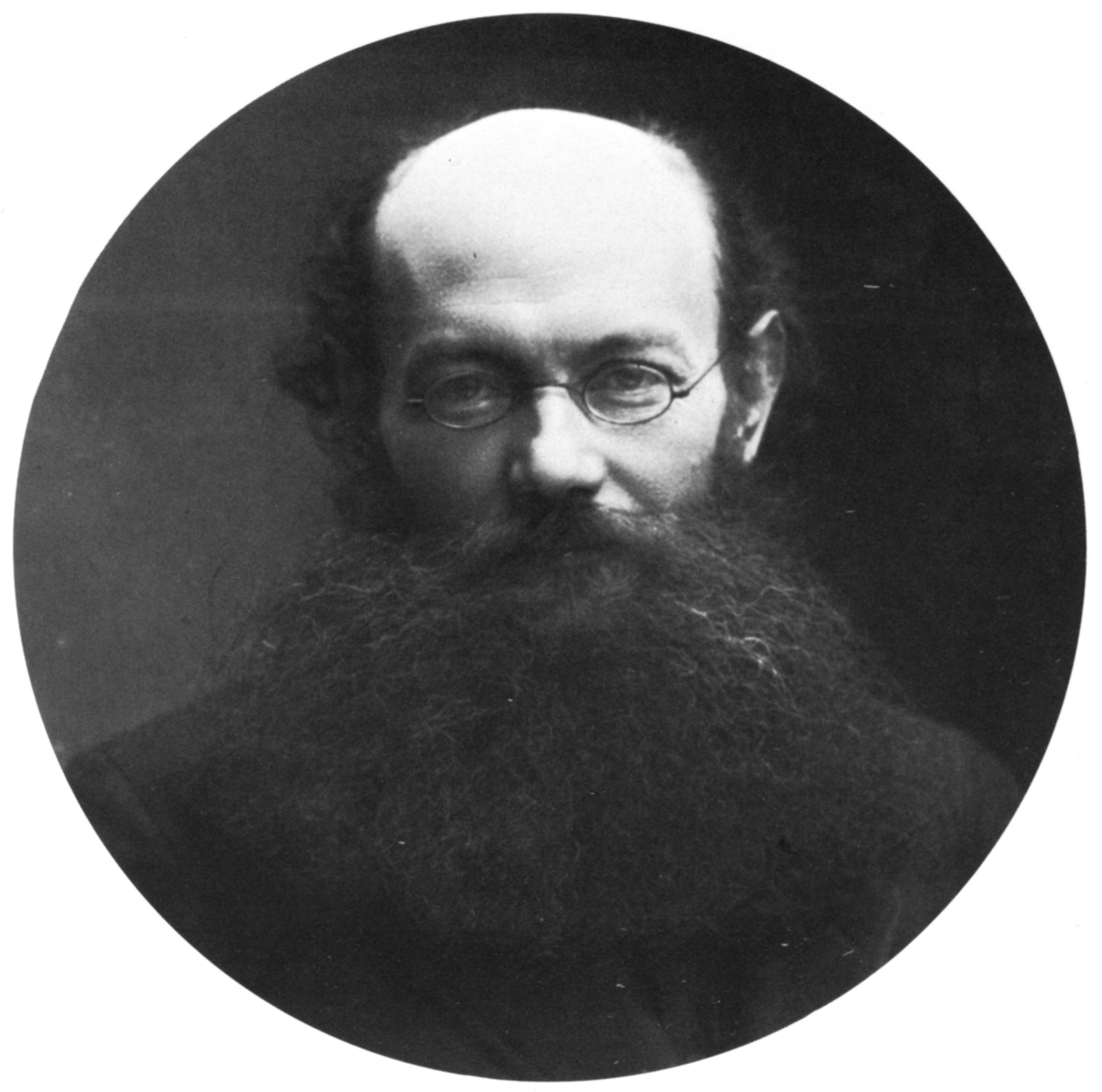
Pjotr Alekszejevics Kropotkin
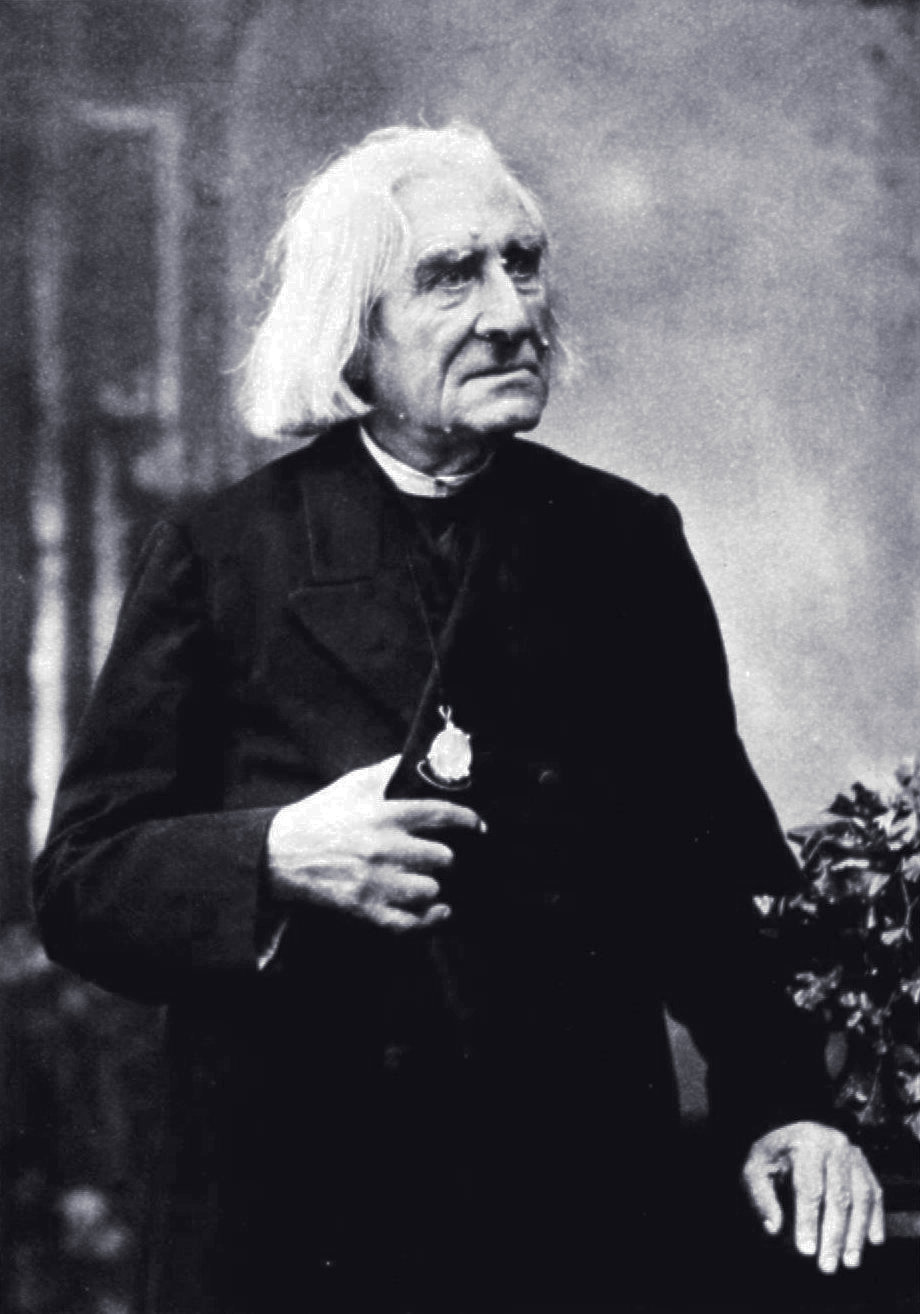
Liszt Ferenc
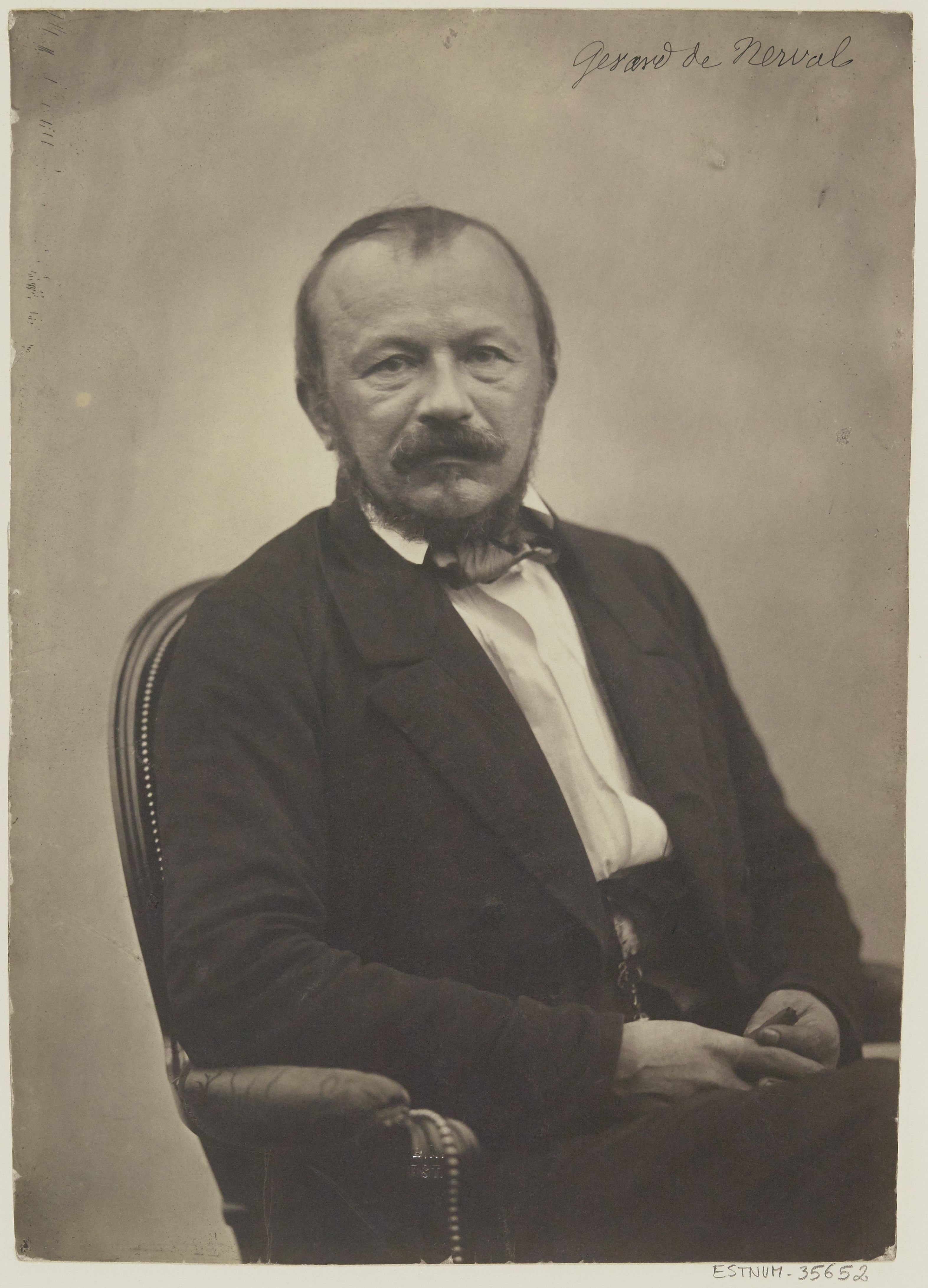
Gérard de Nerval
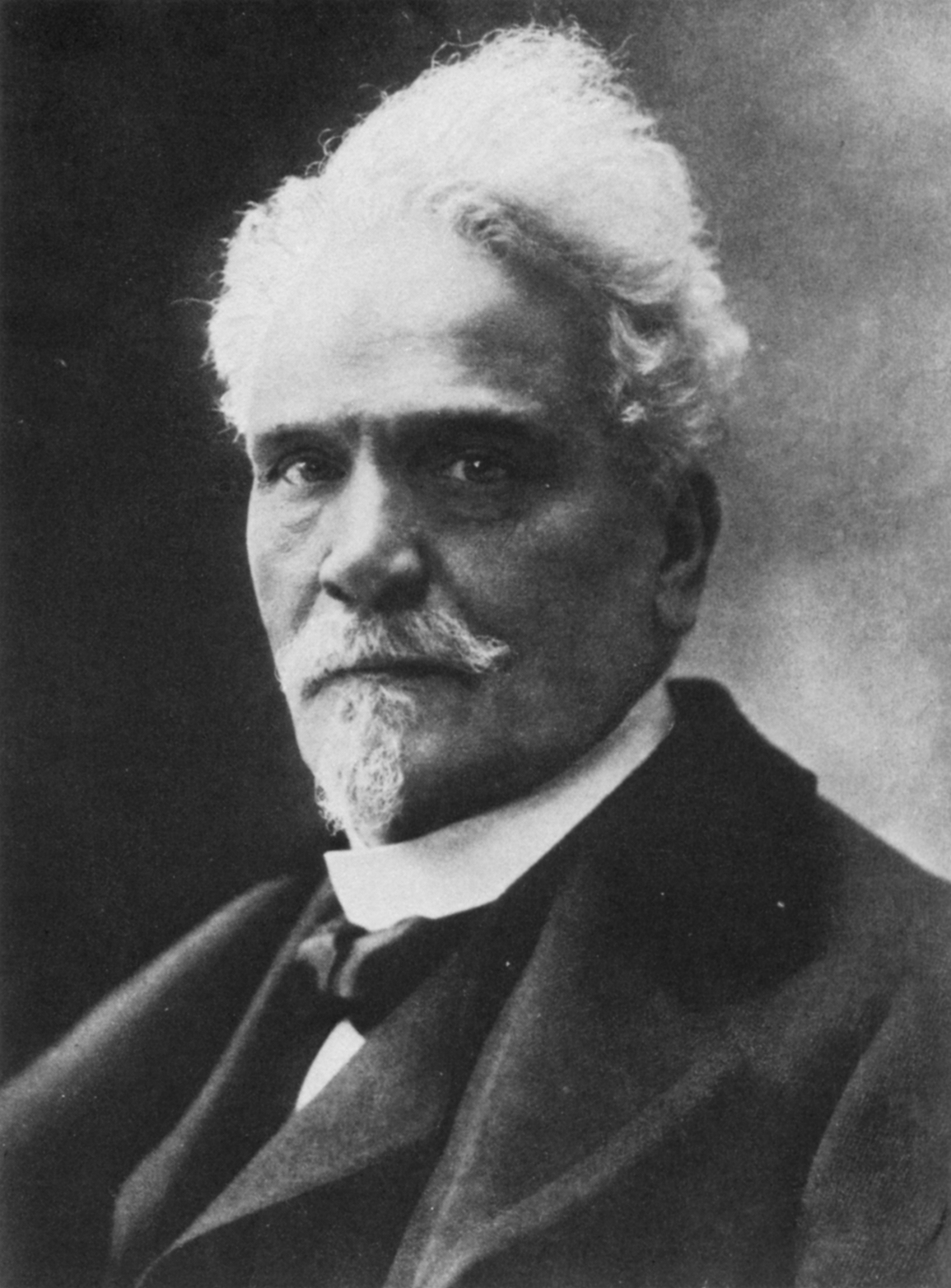
Henri Rochefort
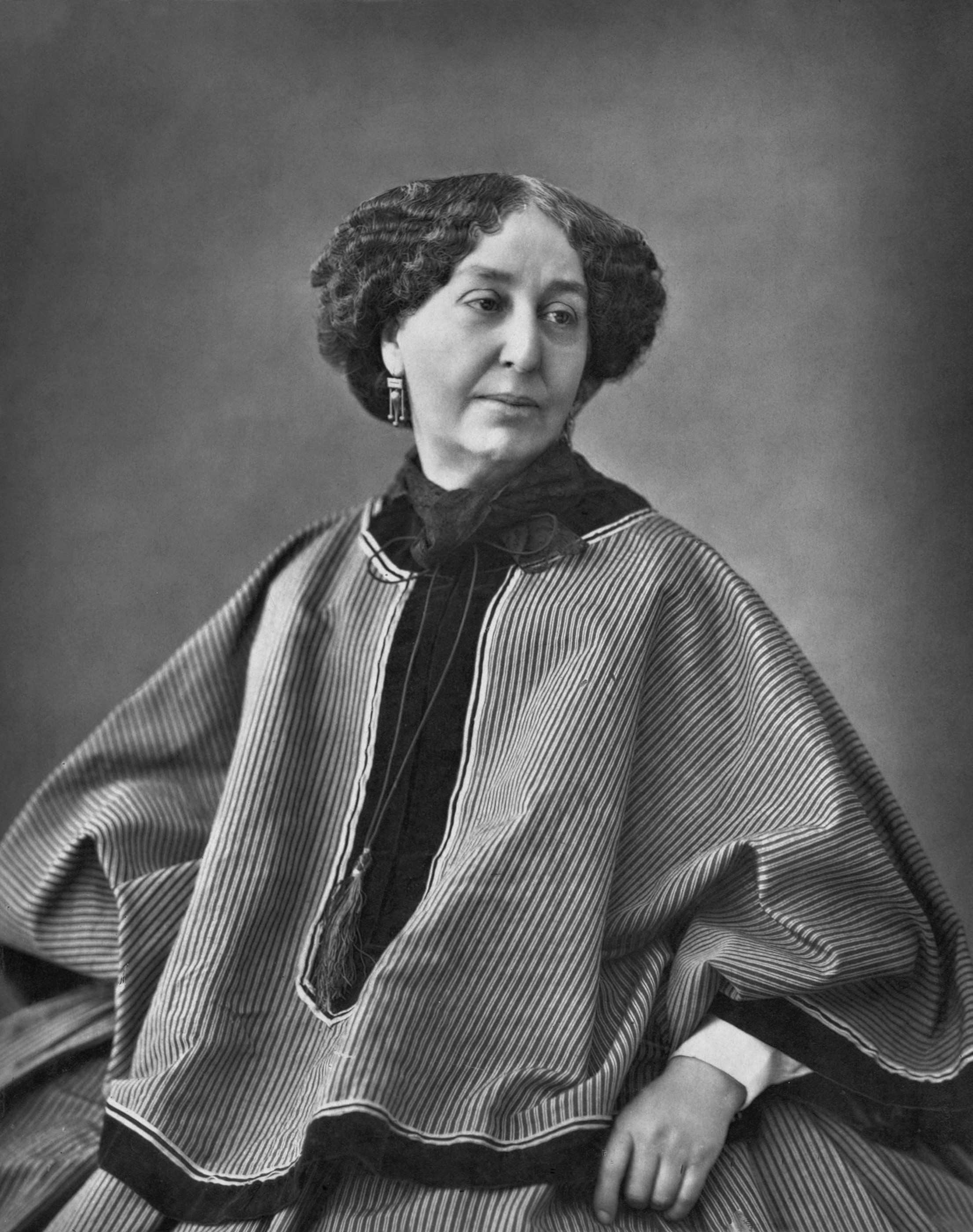
George Sand (1864)
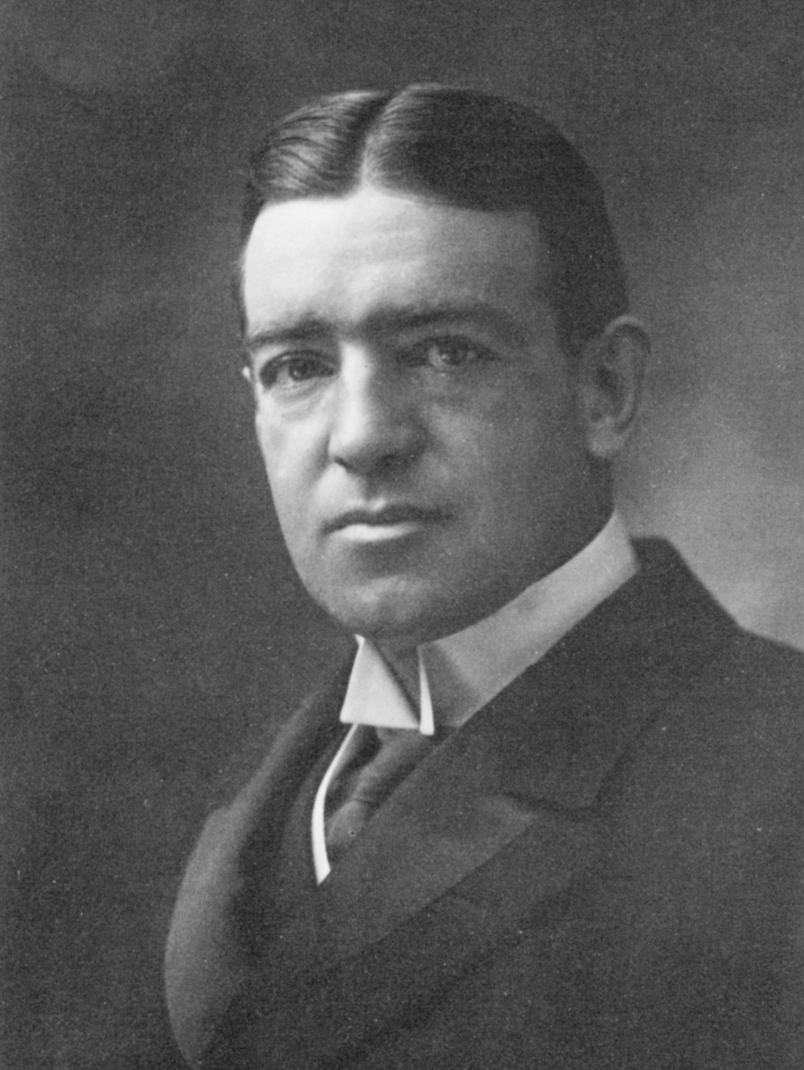
Ernest Shackleton
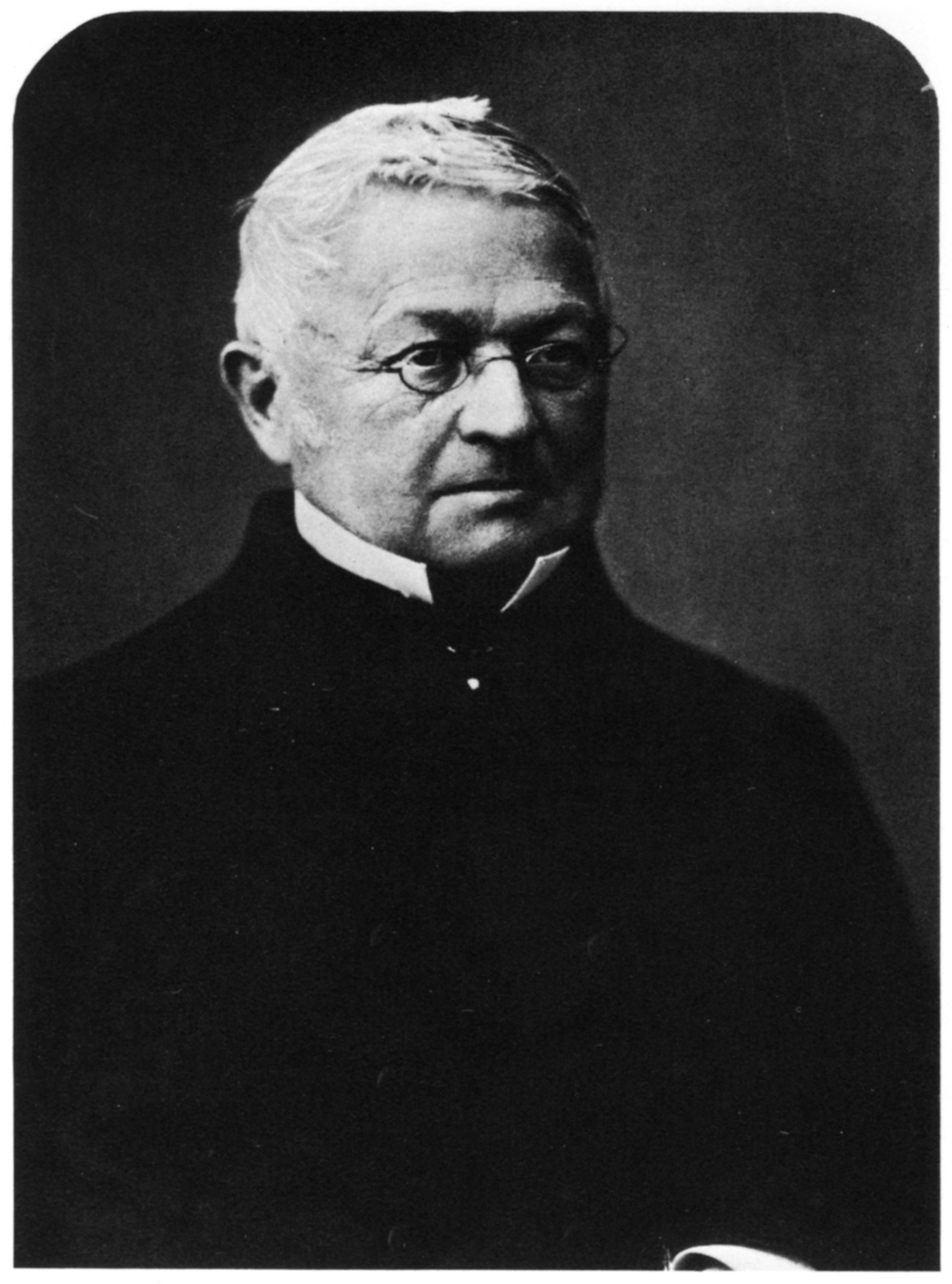
Adolphe Thiers
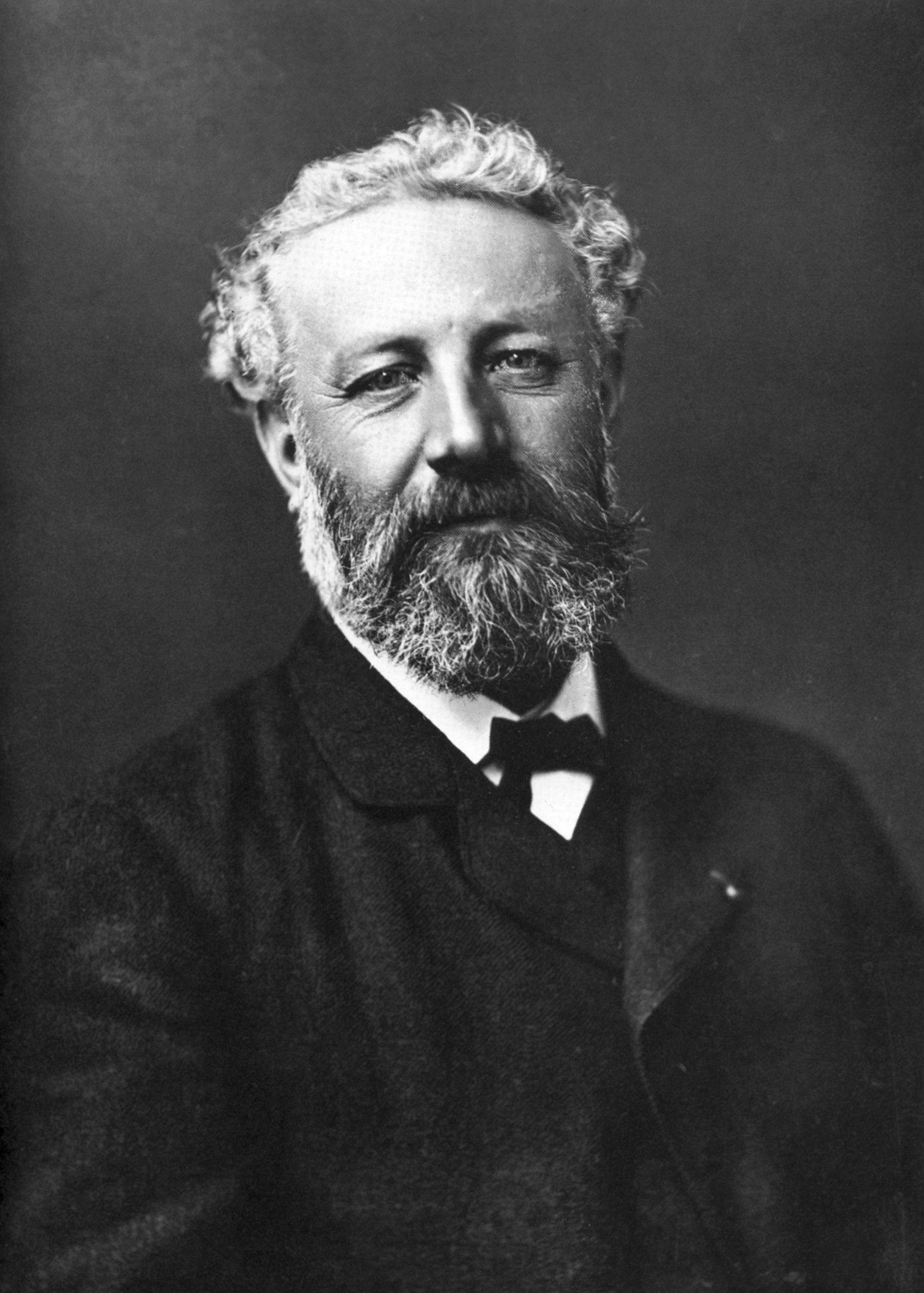
Jules Verne
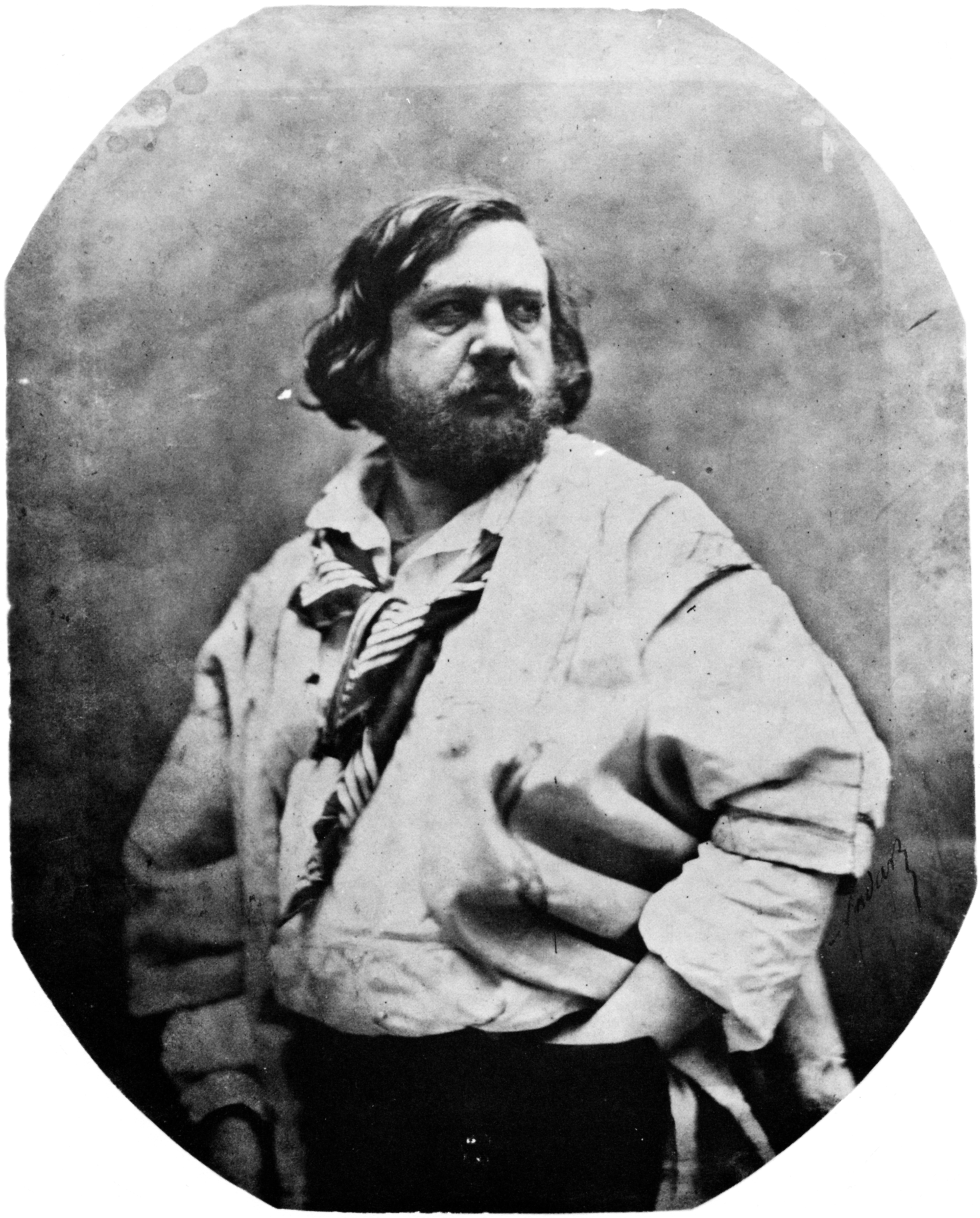
Théophile Gautier
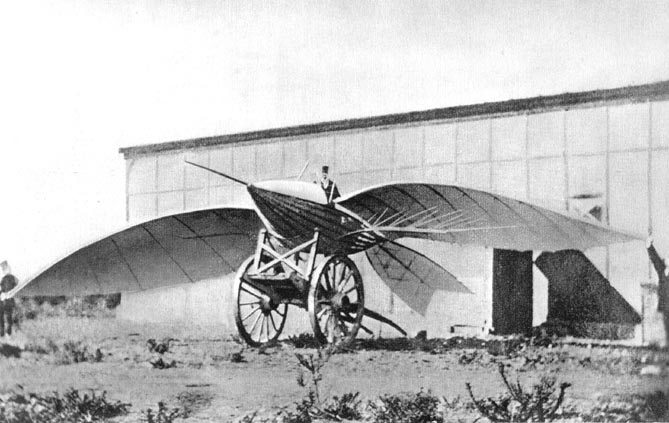
Jean-Marie Le Bris és az Albatros II.
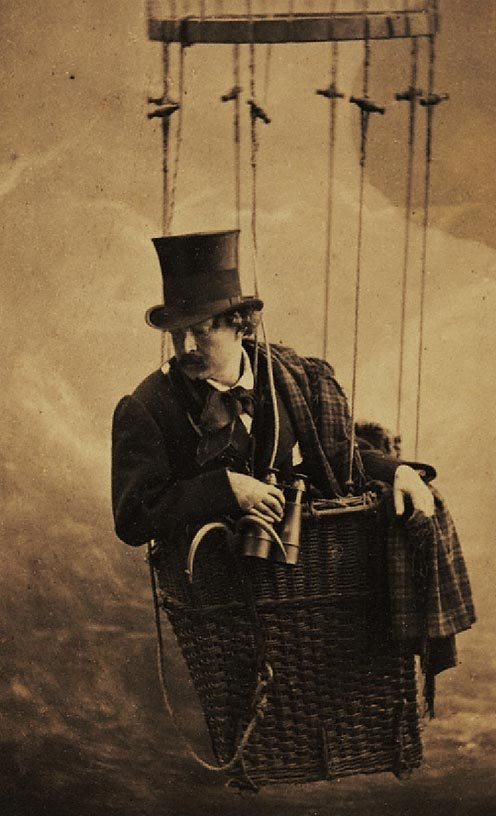
Nadar önarcképe